# Rachelle van de Griek
Rachelle van de Griek (Heiloo, 2 oktober 1999) is een Nederlands langebaanschaatsster.
In 2018 nam ze deel aan het NK afstanden op de 1000 meter.

## Records

### Persoonlijke records[3]
| Afstand    | Tijd    | Datum            | Baan       |
| ---------- | ------- | ---------------- | ---------- |
| 500 meter  | 39,84   | 27 december 2016 | Inzell     |
| 1000 meter | 1.19,57 | 16 december 2017 | Heerenveen |
| 1500 meter | 2.03,97 | 28 december 2016 | Inzell     |
| 3000 meter | 4.27,55 | 5 februari 2017  | Heerenveen |